# 三氯碘甲烷
三氯碘甲烷是一种有机化合物，化学式为CCl3I。它可由三氯乙酰氯和碘化氢反应后在140 °C蒸馏得到，副产物为六氯乙烷。三氯甲烷或四氯化碳和碘、氢氧化钠在0 °C反应，也能得到产物，但产率很低。它和3,3,3-三氟丙-1-炔反应，可以得到4,4,4-三氯-1,1,1-三氟-2-碘丁-2-烯。